# تاي كلاين
تاي كلاين (بالإنجليزية: Ty Cline)‏ هو لاعب كرة قاعدة أمريكي، ولد في 15 يونيو 1939 في هامبتون في الولايات المتحدة.

## وصلات خارجية
- تاي كلاين على موقع دوري كرة القاعدة الرئيسي (الإنجليزية)
- تاي كلاين على موقعبيزبول رفرنس.كوم (الدوري الرئيسي) (الإنجليزية)
- تاي كلاين على موقعبيزبول رفرنس.كوم (الدوري الثانوي) (الإنجليزية)
- تاي كلاين على موقع إي إس بي إن.كوم (أم.أل.بي) (الإنجليزية)
- تاي كلاين على موقع مشجعي الرسوم البيانية (الإنجليزية)